# Jacques Tailleur
Pour les articles homonymes, voir Tailleur.
Jacques Tailleur, né le 18 novembre 1922 à Meaux et mort le 13 octobre 2011 à Paris 15e, est un homme politique français.